# Герб Косинского района
Герб Косинского района — официальный символ Косинского района Пермского края Российской Федерации.
Ныне действующий герб Косинского района утверждён решением Земского Собрания Косинского муниципального района от 9 февраля 2009 года № 4 «О геральдических символах Косинского района» и внесён в Государственный геральдический регистр Российской Федерации с присвоением регистрационного № 5589.

## Официальное описание герба
Герб Косинского муниципального района представляет собой щит, скошенный диагональю вправо. Верхнее поле щита красного цвета, нижнее — синего. В центре щита помещается идущий вправо медведь. Над полукругом четыре серебряных перны. Щит венчает ранговая корона.

## Символика
- Золотой медведь символизирует коренное население Косинского района;
- красный цвет символизирует человеческие качества — храбрость, красоту, любовь;
- синий цвет символизирует спокойствие, разумность, благородство;
- четыре перны символизируют четыре поселения;
- восходящая диагональ символизирует стремление к прогрессу.